# Erfelek
Erfelek est une ville et un district de la province de Sinop dans la région de la mer Noire en Turquie.